# Saalburg-Ebersdorf

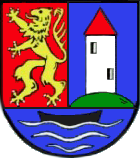
Brasão de Saalburg

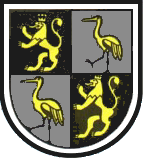
Brasão de Ebersdorf

Saalburg-Ebersdorf é uma cidade da Alemanha localizada no distrito de Saale-Orla, estado da Turíngia.